# Pteromalus guttula
Pteromalus guttula är en stekelart som beskrevs av Julius Theodor Christian Ratzeburg 1852. Pteromalus guttula ingår i släktet Pteromalus och familjen puppglanssteklar. Inga underarter finns listade i Catalogue of Life.